# Озеро Абрагам
Озеро Абрагам або озеро Авраама (англ. Abraham Lake) — штучне озеро у Канаді в провінції Альберта біля підніжжя Скелястих гір. Озеро з'явилося після будівництва греблі (1972 р.) на річці Норт-Саскачеван.

## Опис
Дане водосховище площею в 53,7 км², розташоване на висоті 1 340 метрів і має максимальну довжину 32 км, а ширину до 3,3 км.

## Історія
Утворено в верхній течії річки Норт-Саскачеван, в передгір'ях Канадських Скелястих гір, після спорудження в 1972 році греблі Бігхорн. Уряд Альберти спонсорував конкурс про назву озера в лютому 1972 року, під час завершальної стадії будівництва греблі Бігхорн. Було запропоновано придумати назву, обумовлену «історичною значимістю, популярністю людини, географією та топографією, а також вартістю озера». Водосховище було названо на честь Сайласа Абрагама, жителя долини Саскачеван в дев'ятнадцятому столітті.
Хоча це озеро і є штучним, його води славляться насиченим блакитним кольором, настільки характерним для всіх льодовикових озер Скелястих гір, що обумовлено хімічним складом води.

## Замерзлі бульбашки метану
Зимова прикраса озера — замерзлі бульбашки повітря, що покривають всю льодову озерну поверхню. Сплітаються в неймовірні візерунки, які малюють фантастичні «повітряні» картини. Причина цього природного феномену пояснюється досить просто. З дна водойми до поверхні повільно піднімаються блакитно-білі бульбашки метану, виділені донними рослинними і тваринними відкладеннями.
Застиглий на різній глибині метан створює химерний зоровий ефект об'ємних картин. Стовпчики, ланцюжки, пухирчасті колонади різного розміру і форм, що піднімаються з глибинної безодні. Озеро Авраам приваблює всіх фотографів і туристів світу, прагнучих відобразити зимову повітряну красу.